# Yorckscher Marsch
Yorckscher Marsch (traducido en español: 'Marcha de Yorck') ( o Marcha nº 1 en fa mayor) (WoO 18) de Ludwig van Beethoven, conocida también como Yorcksche Corps Marsch (Armeemarsch II, 103; Armeemarsch II 37; Heeresmarsch II 5), es una de las más famosas marchas militares alemanas, En 1813 la marcha fue nombrada en honor al general prusiano Ludwig Yorck von Wartenburg.

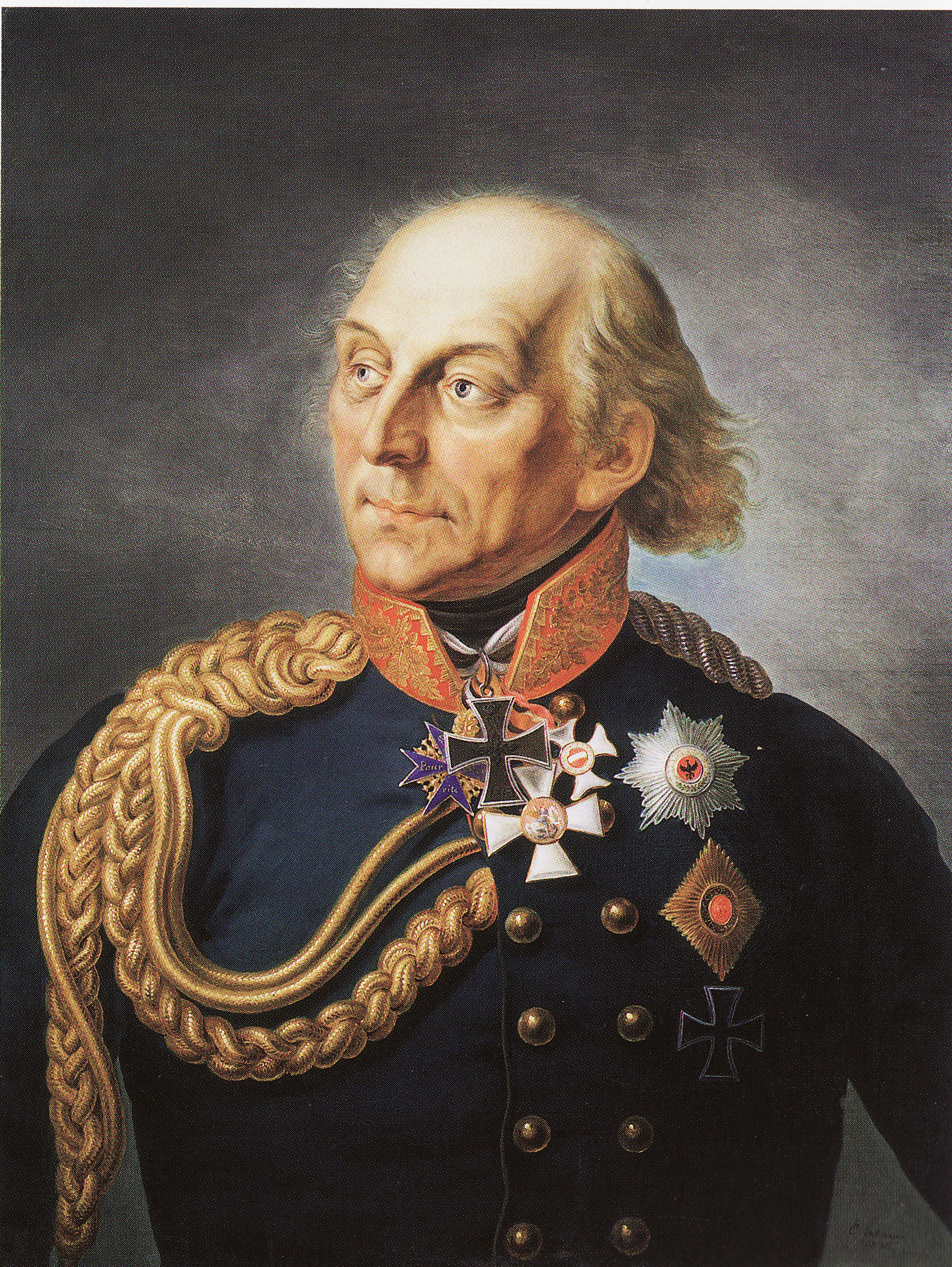
general Ludwig Yorck von Wartenburg

composición de Yorckscher Marsch

No se admite la reproducción de audio en este navegador. Se puede descargar el archivo de audio.

## Historia
Beethoven compuso la pieza en 1809 como una «Marcha por el Archiduque Antón» y en el mismo año la rebautizó como Marcia No. 1 para el Landwehr bohemio. Como la primera marcha de las Dos marchas para la música militar, fue pensada de forma simplificada para un Carrusel el 28 de agosto de 1810 en el jardín del Palacio de Laxenburg en honor a la archiduquesa María Luisa de Austria.
En 1813 la marcha recibió su nombre en honor al general prusiano Ludwig Yorck von Wartenburg que había marchado sin el permiso del rey Federico Guillermo III un año antes, firmó la Convención de Tauroggen. Este acto se considera el comienzo de las guerras de liberación de los estados alemanes contra Napoleón Bonaparte. El Berlin Verlag Schlesinger publicó la partitura en 1817 en la colección de marchas rápidas para el Ejército Prusiano como No. 37 titulado Yorckscher Corps 1813.
Dado que las tradiciones prusianas siempre han jugado un papel importante en las Fuerzas Armadas Alemanas, Yorckscher Marsch fue y es una de las marchas militares más importantes de Alemania. Por ejemplo, es la marcha tradicional del Batallón de guardia en el Ministerio Federal de Defensa y una marcha de entrada obligatoria del Gran Tatuaje, el ceremonial militar más alto de la Bundeswehr.
En Prusia, Yorckscher Marsch fue la marcha del desfile oficial del 1° Regimiento de Guardias a pie mientras marchaban en trenes, También sirvió como la marcha honoraria del Ejército Popular Nacional y el tema musical de la Estación de Radiodifusión de los Soldados Alemanes en la RDA, también es popular en el extranjero como en países como Cuba y Chile.

## Variantes internacionales
- Cuba: en Cuba está marcha es popular en el Ejército Cubano, lo que cambia es el arreglo musical por uno diferente y algo más fluido.